# Голиково (Липецкая область)
Голиково — село в Елецком районе Липецкой области. Входит в состав Голиковского сельского поселения. Расположено недалеко от села Черкассы, на правом берегу реки Быстрая Сосна.
Одна из версий возникновения названия является то, что около этого села, на реке стояли так называемые голики (столбики огораживающие мелководье).
Местные разделяют село на две части: нижнее Голиково и верхнее Голиково. Такое разграничение произошло из-за разности высот.

## Население
| 2010 |
| ---- |
| 506  |